# Japan Ice Hockey League 1992/93
Die Saison 1992/93 war die 27. Spielzeit der Japan Ice Hockey League, der höchsten japanischen Eishockeyspielklasse. Meister wurde zum insgesamt sechsten Mal in der Vereinsgeschichte der Kokudo Ice Hockey Club. Topscorer mit 44 Punkten wurde Taku Takahashi von den Seibu Prince Rabbits.

## Modus
In der Regulären Saison absolvierte jede der sechs Mannschaften insgesamt 30 Spiele. Die beiden Erstplatzierten spielten anschließend in einer Best-of-Five-Serie den Meister unter sich aus. Für einen Sieg erhielt jede Mannschaft zwei Punkte, bei einem Unentschieden einen Punkt und bei einer Niederlage null Punkte.

## Reguläre Saison

### Tabelle
|    | Team                                | GP | W  | L  | T | GF  | GA  | Pts |
| -- | ----------------------------------- | -- | -- | -- | - | --- | --- | --- |
| 1. | Kokudo Ice Hockey Club              | 30 | 22 | 1  | 7 | 124 | 56  | 51  |
| 2. | Ōji Eagles                          | 30 | 20 | 8  | 2 | 142 | 78  | 42  |
| 3. | Seibu Prince Rabbits                | 30 | 19 | 8  | 3 | 97  | 58  | 41  |
| 4. | Jūjō Papaer Kushiro Ice Hockey Club | 30 | 10 | 18 | 2 | 79  | 117 | 22  |
| 5. | Snow Brand Ice Hockey Club          | 30 | 7  | 19 | 4 | 58  | 95  | 18  |
| 6. | Furukawa Ice Hockey Club            | 30 | 2  | 26 | 2 | 52  | 148 | 6   |

GP = Spiele, W = Siege, L = Niederlagen, T = Unentschieden

## Finale
- Ōji Eagles – Kokudo Ice Hockey Club 1:3 Siege (4:5 n. P., 4:5 n. V., 4:2, 1:2 n. V.)

### Topscorer
Abkürzungen: T = Tore, A = Assists, P = Punkte
|    | Spieler            | Team   | T  | A  | P  |
| -- | ------------------ | ------ | -- | -- | -- |
| 1. | Taku Takahashi     | Seibu  | 23 | 21 | 44 |
| 2. | Akihito Sugisawa   | Ōji    | 20 | 19 | 39 |
| 2. | Fumihiro Takahashi | Seibu  | 17 | 22 | 39 |
| 2. | Motoki Ebina       | Kokudo | 16 | 23 | 39 |
| 5. | Toshiyuki Sakai    | Kokudo | 12 | 25 | 37 |
| 6. | Norio Suzuki       | Ōji    | 17 | 19 | 36 |
| 7. | Syuji Momoi        | Ōji    | 16 | 19 | 35 |
| 8. | Koshi Kiyoe        | Kokudo | 17 | 17 | 34 |
| 9. | Yuji Iga           | Kokudo | 13 | 14 | 27 |
| 9. | Hiroshi Hikigi     | Ōji    | 11 | 16 | 27 |
| 9. | Ryuji Saitoh       | Seibu  | 8  | 19 | 27 |

## Auszeichnungen
- Most Valuable Player – Shinichi Iwasaki, Kokudo Ice Hockey Club
- Rookie of the Year – Takayuki Kobori, Seibu Prince Rabbits

## All-Star-Team
| Tor          | Shinichi Iwasaki (Kokudo) | Shinichi Iwasaki (Kokudo) | Shinichi Iwasaki (Kokudo) | Shinichi Iwasaki (Kokudo) | Shinichi Iwasaki (Kokudo) | Shinichi Iwasaki (Kokudo) |
| Verteidigung | Kunio Takagi (Kokudo)     | Kunio Takagi (Kokudo)     | Kunio Takagi (Kokudo)     | Takayuki Kobori (Seibu)   | Takayuki Kobori (Seibu)   | Takayuki Kobori (Seibu)   |
| Sturm        | Toshiyuki Sakai (Kokudo)  | Toshiyuki Sakai (Kokudo)  | Akihito Sugisawa (Ōji)    | Akihito Sugisawa (Ōji)    | Taku Takahashi (Seibu)    | Taku Takahashi (Seibu)    |